# 管口特鯰
管口特鯰，為輻鰭魚綱鯰形目項鰭鯰科的其中一種，為熱帶淡水魚類，分布於南美洲马代拉河流域，體長可達15.9公分，棲息在底層水域，生活習性不明，可做為觀賞魚。